# Parafia Niepokalanego Poczęcia Najświętszej Maryi Panny w Osinie
Parafia pod wezwaniem Niepokalanego Poczęcia Najświętszej Maryi Panny w Osinie – parafia rzymskokatolicka należąca do dekanatu Maszewo, archidiecezji szczecińsko-kamieńskiej, metropolii szczecińsko-kamieńskiej. Mieści się przy ulicy Osina. Siedziba parafii mieści się w Osinie.

## Kościół parafialny
Kościół pw. Niepokalanego Poczęcia Najświętszej Maryi Panny w Osinie

## Kościoły filialne i kaplice
- Kościół pw. Matki Bożej Fatimskiej w Kikorzach[1][2]
- Kościół pw. Najświętszego Serca Pana Jezusa w Krzywicach[1][2]
- Kościół pw. Najświętszego Serca Pana Jezusa w Redostowie[1][2]
- Kaplica w Węgorzycach[1]

## Obszar parafii

### Miejscowości i ulice
W granicach parafii znajdują się miejscowości:
- Osina
- Krzywice,
- Kikorze,
- Redostowo,
- Węgorzyce